# Thủy điện Xekaman 3
Thủy điện Xekaman 3 là công trình thủy điện xây dựng trên dòng Nam Pagnou, nhánh chính của Sê Kaman, tại vùng đất muang (huyện) Dak Cheung, tỉnh Sekong, CHDCND Lào.
Thủy điện Xekaman 3 có công suất 250 MW với 2 tổ máy, lập dự án và khảo sát năm 2003, khởi công tháng 4/2006, phát điện tháng 5/2022 .

## Hồ chứa
Thủy điện Xekaman 3 có cột cao 524 m, diện tích lưu vực 712 km², Hồ có dung tích hữu ích 108,54 triệu m³.
Nước được dẫn qua hầm dài 7,36 km đến nhà máy điện .